# NGC 1175
NGC 1175 ist eine Linsenförmige Galaxie vom Hubble-Typ S0/a im Sternbild Perseus am Nordsternhimmel. Sie ist schätzungsweise 252 Millionen Lichtjahre von der Milchstraße entfernt und hat einen Durchmesser von etwa 130.000 Lichtjahren. Vom Sonnensystem aus entfernt sich das Objekt mit einer errechneten Radialgeschwindigkeit von näherungsweise 5.500 Kilometern pro Sekunde.
Nach Lage der Daten bildet sie gemeinsam mit NGC 1177 ein gebundenes Galaxienpaar. Im selben Himmelsareal befinden sich unter anderem die Galaxien NGC 1186, NGC 1164, IC 284, PGC 2195195.
Das Objekt wurde am 24. Oktober 1786 von dem deutsch-britischen Astronomen William Herschel entdeckt.